# 亀川千代
亀川 千代（かめかわ ちよ、1969年7月29日 - 2024年4月7日）は、日本のベーシスト、ミュージシャンである。ロックバンド・ゆらゆら帝国の元ベーシスト。

## 人物
1998年、ロックバンドゆらゆら帝国のメンバーとしてメジャーデビュー。前髪をまっすぐに切りそろえた腰まである黒のロングヘア（灰野敬二の影響とも言われる。インディーズの頃はボブだったが、俗に言う「姫カット」で定着した）で、いつも黒い衣装でライブに登場する。女性のような名前や風貌であるが男性である。同じく元ゆらゆら帝国の坂本慎太郎曰く、亀川加入時ルックスを見て「水木しげるの漫画のキャラクターだ」と喜んだという。インタビューではよく話すという一面を持っている。
2024年4月7日に病死。54歳没。病名は明かされていないがかねてより療養中だったとのことで、訃報はガセネタでのバンドメイトだったギタリスト・田畑満が亀川の遺族からのコメントをXに投稿する形で発表された。

### 趣味
趣味はプロレス観戦で、アントニオ猪木のファン。

## 音楽活動
晩年は、他のバンドに加入したりライブでのサポートやセッションをしたりしていた。

### 演奏
うねるようなメロディをもったベースラインが特徴。演奏中のこだわりは「人の音を聞くこと」で、体でリズムを取る仕草をほとんどとらない。ベースラインは特に意識をせずつけるという。

### 晩年参加していたバンド
- 冬苺（ろくすそるす）
- Galactic Abyss

### 過去に参加していたバンド
- ゆらゆら帝国
- The Stars（2008年解散）
ゆらゆら帝国のプロデューサーであった石原洋（ex.WHITE HEAVEN）率いるバンド。
- 不失者
灰野敬二率いる3ピースバンド。2015年脱退。
- ガセネタ(2018年加入)